# تارا كيمب
تارا كيمب (بالإنجليزية: Tara Kemp)‏ هي مغنية أمريكية، ولدت في 11 مايو 1964.

## وصلات خارجية
- تارا كيمب على موقع IMDb (الإنجليزية)
- تارا كيمب على موقع ميوزك برينز (الإنجليزية)
- تارا كيمب على موقع أول ميوزيك (الإنجليزية)
- تارا كيمب على موقع ديسكوغز (الإنجليزية)